# Жданов, Иван Михайлович
Ива́н Миха́йлович Жда́нов (25 июля 1895, Бежецкий уезд, Тверская губерния — 7 апреля 1938, Хабаровск) — партийный работник, участник Первой мировой и Гражданских войн, организатор производства, судостроитель, директор судостроительных и судоремонтных заводов в Петрозаводске, Ленинграде и Дальнем Востоке.

## Биография
Иван Михайлович Жданов родился 29 июля 1895 года в д. Остроги Бежецкого уезда Тверской губернии.
В 1910 году переехал в Петербург, работал чернорабочим, кочегаром, помощником машиниста на железной дороге Обуховского сталелитейного завода. В 1917 году вступил в члены РСДРП(б).
В 1915 году был призван на военную службу матросом на Балтийский флот. Участник Первой мировой и Гражданской войн, в 1921 году участвовал в подавлении Кронштадтского мятежа.
В 1919—1924 годах был сотрудником Петроградской губернской ЧК и губернских продовольственной коммуны и комитета профсоюзов, работал слесарем на Балтийском заводе, инструктором Центрального и Володарского РК ВКП(б) Петрограда.
В 1925 году переехал в Мурманск. В феврале 1925 года назначен заведующим организационно-инструкторского отделом, а с 28 марта 1925 года — секретарём Мурманского губернского комитета ВКП(б). Являлся делегатом XIV Всесоюзной партконференции и XIV съезда ВКП(б). На съезде вместе с ленинградской делегацией голосовал против доверия Центральному Комитету ВКП(б).
13 января 1926 года, по возвращении со съезда, освобождён от занимаемой должности.
В 1926 году был назначен директором Онегзавода (ныне Онежский тракторный завод). На заводском партсобрании И. М. Жданов поддержал троцкситско-зиновьевскую оппозицию и был исключён из ВКП(б), в августе 1926 года был освобождён от должности директора завода.
В 1928—1930 годах был назначен директором Онежского судоремонтного завода (ныне ЗАО «Онежский судостроительный завод») в Петрозаводске.
В начале 1930-х годов Жданов был директором завода «Севкабель»История ГК «Севкабель» в Ленинграде, а затем Балтийского судостроительного завода.
В 1934 году был награждён орденом Ленина.
В 1936 году направлен на Дальний Восток начальником «Дальпромстроя», затем — директором «Дальзавода» во Владивостоке. В июле 1936 года назначен первым директором Амурского судостроительного завода в Комсомольске-на-Амуре. При его непосредственном участии было завершено строительство первых подводных лодок «Л-11» и «Л-12».
22 июля 1937 года лодки «Л-11» и «Л-12» покинули рейд Комсомольска и направились под буксирами на достройку и испытания на «Дальзавод» г. Владивостока.
8 августа 1937 года Жданов был арестован. 7 апреля 1938 года Военной Коллегией Верховного Суда СССР по ст. 58-1а-7-8-9-11 УК РСФСР был обвинён и расстрелян. Похоронен в Хабаровске.
18 мая 1957 года был реабилитирован и определением Военной коллегии ВС СССР дело прекращено за отсутствием состава преступления